# Men and Women (álbum de Simply Red)
Men and Women es el segundo álbum lanzado por el grupo británico de soul Simply Red en 1987.

## Lista de temas
Cara A
1. The Right Thing (Mick Hucknall) - 4:19
2. Infidelity (Hucknall/Lamont Dozier) - 4:09
3. Suffer (Hucknall/Dozier) - 4:55
4. I Won’t Feel Bad (Simply Red) - 4:14
5. Ev'ry Time We Say Goodbye (Cole Porter) - 3:23

Cara B
1. Let Me Have It All (Sylvester Stewart) - 3:45
2. Love Fire (Bunny Wailer) - 3:58
3. Move On Out (Hucknall) - 4:55
4. Shine (Hucknall) - 3:22
5. Maybe Someday... (Hucknall) - 4:18

### Edición especial de 2008, temas extras
1. The Right Thing (Hucknall) [Extended Version] - 5:36
2. Broken Man (Hucknall) [1987 Version] - 4:00
3. Every Time We Say Goodbye [Live Version] - 3:42
4. Infidelity (Hucknall/Dozier) [Stretch Mix] - 5:24
5. Love Fire (Wailer) [Massive Red Mix] - 5:22
6. Lady Godiva’s Room (Hucknall) – 2:54

## Músicos

### Banda
- Mick Hucknall - voz principal y coros
- Fritz McIntyre - sintetizadores y coros
- Tim Kellet - sintetizador, trompeta, flugelhorn y pandereta
- Sylvan Richardson - guitarras
- Tony Bowers - bajo
- Chris Joyce - batería

### Músicos adicionales
- Janette Sewell - coros
- Ian Kirkham - saxofón tenor y barítono
- Derek Wadsworth - trombón en «Love Fire»
- Eleanor Morris - violonchelo en «Ev'ry Time We Say Goodbye»

## Créditos
- Producido por Alex Sadkin (excepto «Ev'ry Time We Say Goodbye» por Yvonne Ellis y Mick Hucknall)
- Ingeniería de grabación por Barry Mraz (excepto «Ev'ry Time We Say Goodbye» por Yvonne Ellis)
- Ingeniero asistente: Chris Dickie
- Mezclado por Alex Sadkin con Barry Mraz, Chris Dickie, Nick Launay y Joe Barbaria
- Masterización - Ted Jensen en los Sterling Sound, Nueva York
- Fotografía - Robert Erdmann
- Vestuario - Paul Smith

- Datos: Q1936436